# Pyrestes pascoei
Pyrestes pascoei är en skalbaggsart som beskrevs av J. Linsley Gressitt 1939. Pyrestes pascoei ingår i släktet Pyrestes och familjen långhorningar. Inga underarter finns listade i Catalogue of Life.